# Асікаґа Йосікане
Асікаґа Йосікане (яп. 足利義兼; 1154 — 5 квітня 1199) — японський самурай і військовий командир самураїв, феодал у пізньому періоді Хейан та на початку періоду Камакури в історії Японії. Брав активну участь у війні Джішо-Джуей та пізнішій військовій кампанії як тісно пов'язана особа першого сьогуна Камакура Мінамото-но Йорітомо, і зробив впливову позицію клану Рід Асікага в гокенін-васалі сьогуната Камакура.

## Біографія
Йосікане був третім сином Мінамото-но Йосіясу, який був засновником клану Асікага і онуком Мінамото но Йосіїе. Під час повстання Хоген батько Йосікане Йосіясу був одним з командувачів силами, вірними імператору Ґо-Сіракаві, включаючи батька Мінамото-но Йорітомо, Мінамото-но Йосітомо, Тайра но Кійоморі та інших.
Мати Йосікане була прийомною дочкою і онукою Фудзівари-но Суєнорі, а також племінницею матері Йорітомо. У 1157 році Мінамото-но Йосіясу помер, і Йосікане став главою клану Асікага. Близько 1175-1180 роках він відвідав столицю Кіото і служив принцесі Хатідзін Акіко Найсінно при її дворі в якості придворного чиновника Куродо (蔵人). Принц Мочіхіто, який пізніше закликав до повстання проти Хейке, був прийомним сином принцеси Акіко. Мінамото-но Юкіе, який передавав накази принца в різні місця, пізніше теж став Куродо її двору.
У 1180 році після того як Мінамото-но Йорітомо підняв армію проти Хейке в провінції Ідзу, Йосікане, який повернувся в маєток Асікага, незабаром приєднався до неї. У 1181 році Йосікане одружився з дочкою Ходзе Токімасі, Токіко, за посередництва Йорітомо і став його шурином. У 1184 у підкоренні залишків Мінамото-но Йосітакі, сина Мінамото-но Йосінакі, він відзначився на полі битви. У 1184 він приєднався до військ Мінамото-но Норієрі, брав участь у різних боях на заході Японії і переміг Хейке.
У 1185 році він був призначений губернатором провінції Сімоцуке. У 1189 у війні Осю він служив одним з командувачів силами адміністрації Камакури і заарештував варта Фудзівара-но Ясухірі. У 1190 під час повстання Окава Кането він був призначений головнокомандувачем силами адміністрації Камакури і придушив повстання.
У 1195 році він став буддійським ченцем і прийняв ім'я Гісе (義称). Він пішов у храм Кабасакідера в Асікаге, провінція Сімоцуке. Кажуть, що це відокремлене життя повинно було піти від політичних суперечок.
Помер Асікаґа Йосікане 5 квітня 1199 року.

## Сім'я
- Батько: Мінамото-но Йосіясу
- Мати: дочка Фудзіварі-но Норітаді
- Дружина: Ходзе Токіко
- Діти:
  - Асікаґа Йосіудзі (1189-1225)
  - Асікага Йосідзумі (1175-1210)